# 사라예보 증권거래소
사라예보 증권거래소(보스니아어: Sarajevska Berza)는 보스니아 헤르체고비나의 사라예보에서 운영되는 증권 거래소다. 사라예보 증권 거래소는 유로-아시아 증권거래소 연맹의 회원이다.

## 같이 보기
- 바냐루카 증권거래소